# Le Taureau (film)
Pour les articles homonymes, voir Taureau (homonymie).
Pour plus de détails, voir Fiche technique et Distribution.
Le Taureau (russe : Бык, Byk) est un film de mafieux russe réalisé par Boris Akopov (ru) et sorti en 2019.

## Synopsis
Au printemps 1997 dans l'oblast de Moscou. Anton Bykov, jeune chef d'un groupe criminel, surnommé « Le Taureau », est contraint de gagner de l'argent par tous les moyens pour subvenir aux besoins de sa famille. À la suite d'une confrontation, Anton se retrouve au poste de police, d'où il est aidé à sortir par l'une des principales autorités criminelles de Moscou. En retour, cette autorité demande à Anton une petite mais dangereuse faveur. Ce dernier accepte, mais se rendra compte trop tard des conséquences qui l'attendent, lui et les personnes qui lui sont chères.

## Fiche technique
- Titre français : Le Taureau[1]
- Titre original russe : Бык, Byk[2]
- Réalisation : Boris Akopov (ru)
- Scénario : Boris Akopov (ru)
- Photographie : Gleb Filatov
- Musique : Anton Boulle
- Production : Vladimir Malychev, Fiodor Popov
- Sociétés de production : VGIK
- Pays de production :  Russie
- Langues originales : russe
- Format : Couleurs
- Genre : film de mafieux
- Durée : 99 minutes
- Dates de sortie :
  - Russie : 10 juin 2019 (Kinotavr 2019)
  - France : 15 novembre 2019 (Festival du film russe de Paris)

## Distribution
- Iouri Borissov : Anton Bykov
- Stassia Miloslavskaïa (ru) : Tania
- Afina Kondrachova : Ania Bykova
- Iegor Kenjametov : Micha Bykov
- Aleksandr Samsonov : Makedonski
- Igor Savotchkine : Moïseï
- Alekseï Filimonov (ru) : Maous